# José Manuel Reina Páez
José Manuel Reina Páez (Madrid, 31 d'agost de 1982), més conegut com a Pepe Reina, és un exfutbolista professional espanyol que jugava com a porter el seu darrer equip fou el Como 1907 de la Serie A. Al llarg de la seva carrera, Reina s'ha guanyat la reputació de bon parador de penals. És fill de l'antic porter del FC Barcelona, i de l'Atlètic de Madrid Miguel Reina Santos.

## Trajectòria esportiva
Va jugar en les categories inferiors de l'Escola de Futbol Madrid-Oest, dirigida per José Luis Jimeno, a Boadilla del Monte (Madrid). D'aquí, fitxà pel FC Barcelona on jugaria entre 1999 i 2002.
Va fitxar pel Liverpool des del Vila-real CF en juliol del 2005. És un especialista a parar penals, havent parat set dels nou que li van llançar estant en el Vila-real CF en la temporada 2004/2005, gràcies als quals van arribar a semifinals de la UEFA via Intertoto, i aconseguint també un fet històric per al Vila-real CF com és entrar en la Lliga de Campions.
Reina va entrar al Liverpool FC substituint Jerzy Dudek, i és vist com un dels joves porters més prometedors del futbol europeu. En el club anglès ha establert un rècord com el porter que ha mantingut la seva porteria a zero durant més minuts. En el partit de semifinals de la Lliga de Campions 2006/2007 contra el Chelsea FC va parar tres penals de quatre que li van llençar. Havia fet el mateix en el final de la Copa Anglesa contra el West Ham United FC en la temporada 2005/2006 per a guanyar la Copa. Reina va ser cedit al Nàpols per a la temporada 2013-14 després de jugar 394 partits amb el Liverpool.
L'agost de 2014 Reina va fitxar pel FC Bayern de Múnic (entrenat per Pep Guardiola), per ser el teòric porter suplent de Manuel Neuer. El 14 de març de 2015, Reina va debutar amb el Bayern, amb una victòria de 4-0 contra el Werder Bremen. Així, es va convertir en el primer porter i jugador espanyol de la història en jugar en quatre de les millors lligues europees: Espanya, Anglaterra, Itàlia i Alemanya.
El 23 de juny de 2015, es va anunciar que Reina tornaria al Nàpols en un acord de tres anys, després d'un any al Bayern de Múnic. El 15 de maig de 2018, es va anunciar que Reina fitxava pels rivals de la Sèrie A, l'AC Milan. L'acord va ser oficialitzat el 2 de juliol de 2018 i va signar un contracte de tres anys amb els Rossoneri.

### Selecció estatal
Pepe Reina va formar part del combinat espanyol que va conquerir la medalla de bronze en el Mundial sub-17 del 1997.
El 17 d'agost del 2005 va fer el seu debut amb la selecció espanyola en un partit amistós contra l'Uruguai en l'estadi El Molinón a Gijón, partit que va guanyar Espanya per 2-0.
El 27 de maig de 2013, entrà a la llista de 26 preseleccionats per Vicente del Bosque per disputar la Copa Confederacions 2013, i posteriorment el 2 de juny, entrà a la llista definitiva de convocats per aquesta competició.
El 31 de maig de 2014 entrà a la llista de 23 seleccionats per Vicente del Bosque per participar en la Copa del Món de Futbol de 2014, en la qual serà la seva tercera participació en un mundial. En cas que la selecció espanyola, la campiona del món del moment, guanyés novament el campionat, cada jugador cobraria una prima de 720.000 euros, la més alta de la història, 120.000 euros més que l'any anterior.
El dia 15 maig de 2018 es va anunciar el seu fitxatge per a l'A.C Milan per tres temporades.
El dia 13 de gener de 2020 es va fer oficial la seva cessió a Aston Villa, durant sis mesos. La cessió finaltzaria el dia 30 de juny del 2020.
El 8 de juliol de 2022 se confirmà el seu retorn al Vila-real CF dèsset anys després de la seua marxa després de signar per una temporada.

## Palmarès

### Campionats estatals
| Títol                  | Club         | País       | Any     |
| ---------------------- | ------------ | ---------- | ------- |
| Copa anglesa de futbol | Liverpool FC | Anglaterra | 2005/06 |
| Community Shield       | Liverpool FC | Anglaterra | 2006    |

### Copes internacionals
| Títol                        | Club               | País       | Any     |
| ---------------------------- | ------------------ | ---------- | ------- |
| Intertoto                    | Vila-real CF       | Espanya    | 2003/04 |
| Intertoto                    | Vila-real CF       | Espanya    | 2004/05 |
| Supercopa d'Europa           | Liverpool FC       | Anglaterra | 2005/06 |
| Campionat d'Europa de futbol | Selecció espanyola | Espanya    | 2008    |
| Copa del Món de Futbol       | Selecció espanyola | Espanya    | 2010    |
| Campionat d'Europa de futbol | Selecció espanyola | Espanya    | 2012    |

## Ideologia
Pepe Reina ha manisfestat, en diverses ocasions, la seva simpatia pel partit d'extrema dreta espanyol Vox. L'any 2019, després d'un debat electoral, va publicar a les xarxes socials un suport implícit a Santiago Abascal. Així mateix, s'ha polemitzat sobre la seva relació a través de Twitter amb altres comptes d'aquesta ideologia i pel seu posicionament favorable a les manifestacions ultranacionalistes contra el govern de l'Estat espanyol, també durant la pandèmia de COVID-19.